# Billetsalgssted
Billetsalgssted var i de danske jernbaners barndom betegnelse for et standsningssted, der ikke var på niveau med en station, men adskilte sig fra et trinbræt ved at være betjent, hvoraf følger, at der var en bolig for ekspeditricen, som typisk var ledvogterske eller hustru til en baneformand.

## Lillering
Et eksempel fra en privatbane var Lillering på Aarhus-Hammel-Thorsø Jernbane, som fra banens start i 1902 var billetsalgssted. Det ville sige, at man kunne købe billetter hos ekspeditricen og afsende banepakker, men ligesom på et trinbræt standsede togene kun, hvis der var passagerer at optage eller afsætte. I 1903 blev der anlagt et stikspor og opført et pakhus. Så kunne man ekspedere stykgods, fra 1904 endda ilgods, og Lillering kaldtes stadig billetsalgssted.
I 1912 blev stiksporet udvidet til omløbsspor, så tog kunne krydse hinanden, og det synes at være en afgørende forskel, for i 1913 blev Lillering oprykket til station. Der var også lavet kreaturfold m.v., men det har næppe været afgørende.
I 1955 blev ekspeditricen sparet væk, og så måtte Lillering rykke ned til at være et "trinbræt med sidespor".

## Nybo
Et eksempel fra DSB var Nybo på Herning-Viborg banen. Dette standsningssted var billetsalgssted fra banens start i 1906 indtil ekspeditionen ophørte 1. marts 1962. Der blev det nedrykket til trinbræt.
De andre standsningssteder på denne bane fik i 1922 ændret betegnelse fra holdeplads til station. I Nybo var der ikke noget sidespor, og det synes at være afgørende for, at Nybo forblev billetsalgssted.
Ekspeditionen omfattede billetsalg, men ikke til alle steder i landet, kun til enkelte stationer, holdepladser og billetsalgssteder. Det eneste gods, der kunne ekspederes, var frimærkepakker. Tog standsede kun efter behov, dvs. hvis "mastesignal for billetsalgssted" (en rund gul skive med sort kant) var hejst eller toget havde passagerer eller gods at afsætte.